# Leo Bauer

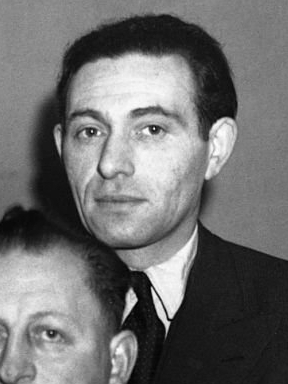
Leo Bauer (1947)

Leopold „Leo“ Bauer (* 18. Dezember 1912 in Skalat, Österreich-Ungarn, als Eliezer Lippa Ben Jossip David ha Cohen; † 18. September 1972 in Bonn; Pseudonym Rudolf Katz) war ein deutscher Politiker (KPD, SED, SPD) und Berater Willy Brandts.

## Weimarer Republik und Zeit des Nationalsozialismus
Leo Bauer kam 1912 unter dem Namen Eliezer Lippa Ben Jossip David ha Cohen in der ostgalizischen Ortschaft Skalat in einer jüdischen Kaufmannsfamilie zur Welt. 1914 flohen seine Eltern mit ihm vor den Kämpfen im Ersten Weltkrieg ins Deutsche Reich. Bauer wuchs in Chemnitz auf, redete zeitlebens mit sächsischem Akzent und wurde 1925 deutscher Staatsangehöriger. Bereits mit 16 Jahren trat er in die SPD ein, wechselte 1931 zur Sozialistischen Arbeiterpartei Deutschlands (SAP) und 1932 zur KPD. Nach dem Abitur begann er in Berlin ein Studium der Nationalökonomie und Rechtswissenschaft an der Friedrich-Wilhelms-Universität, wurde aber nach der nationalsozialistischen Machtergreifung 1933 seiner jüdischen Herkunft wegen vom Studium ausgeschlossen.
Im gleichen Jahr wurde er für mehrere Monate verhaftet und emigrierte anschließend nach Frankreich. 1936 bis 1939 arbeitete er als beigeordneter Sekretär des Hohen Kommissars des Völkerbundes für Flüchtlingswesen. 1938/39 war er in Prag unter dem Pseudonym Rudolf Katz maßgeblich an der Evakuierungsaktion von KPD-Kadern nach Großbritannien beteiligt. 1939 wurde er in Frankreich verhaftet und lebte bis zum Waffenstillstand im Juni 1940 in Internierungslagern. Da er auf der Auslieferungsliste stand, flüchtete er 1940 in die Schweiz. Im September 1942 nahm er über Noel H. Field Kontakte zum Office of Strategic Services (OSS) der USA auf. Im Oktober 1942 wurde er wegen seines illegalen Aufenthaltes und unter Spionageverdacht sowie wegen seiner Tätigkeit für die kommunistische Partei verhaftet und zu zwei Jahren Gefängnis verurteilt. Er verbrachte 19 Monate Haft im Gefängnis St. Antoine in Genf und anschließend bis 1944 im Internierungslager. Anschließend war er Mitarbeiter der Bewegung Freies Deutschland und deren Leiter in der Region Westschweiz, Verbindungsmann zur illegalen Partei der Arbeit der Schweiz und Sekretär der KP-nahen Hilfsorganisation Centrale Sanitaire Suisse.

## Landespolitik in Hessen
Bauer kehrte 1945 nach Deutschland zurück. Er wurde 1945 bis 1949 Mitglied der Landesleitung der KPD Hessen. Seine Partei benannte ihn als Mitglied des ernannten Beratenden Landesausschusses, dem er vom 26. Februar 1946 bis zum 14. Juli 1946 als Vorsitzender der KPD-Fraktion angehörte. Anschließend wurde er in die Verfassungberatende Landesversammlung (Groß-Hessen) gewählt, wo er vom 15. Juli 1946 bis zum 30. November 1946 als Fraktionsvorsitzender der KPD und Vizepräsident der Landesversammlung amtierte. Für seine Fraktion unterzeichnete er die Verfassung des Landes Hessen.
In der ersten Wahlperiode des Hessischen Landtags vom 1. Dezember 1946 bis zum 30. Juni 1949 gehörte Bauer dem Landtag als Vorsitzender der KPD-Fraktion an. Nach seinem Ausscheiden übernahm Ludwig Keil seine Aufgaben. Bauer war freier Mitarbeiter der Frankfurter Rundschau und 1946/47 Herausgeber der KPD-Zeitschrift Wissen und Tat.

## SED-Funktionär und Verurteilung zum Tode
Die SED berief Bauer 1949 nach Ost-Berlin. Er wurde Chefredakteur des Deutschlandsenders und trat in die SED ein. Zudem war er Informant des sowjetischen Geheimdienstes. Ein Jahr später fiel er der politischen Säuberung im Rahmen der Noel-Field-Affäre zum Opfer. Am 23. August 1950 verhaftete ihn das Ministerium für Staatssicherheit (MfS) und hielt ihn im Bunker Albrechtstraße, dann im „U-Boot“ in Berlin-Hohenschönhausen gefangen. Die SED schloss ihn am 1. September 1950 gemeinsam mit Paul Merker und vielen anderen aus. Vom MfS der sowjetischen Geheimpolizei MGB übergeben, verurteilte ihn ein sowjetisches Militärgericht in einem Geheimprozess am 28. Mai 1952 als „US-Spion“ zum Tode. Bauer wurde zur Erschießung nach Moskau transportiert. Im Unterschied zu vielen anderen Opfern der Noel-Field-Kampagne wurde Bauer nicht hingerichtet, sondern 1953 zu 25 Jahren Lagerhaft in Sibirien begnadigt, aus der er 1955 entlassen und in die Bundesrepublik abgeschoben wurde.

## Journalist und Berater Willy Brandts
In der Bundesrepublik trat Bauer der SPD bei und arbeitete als Journalist. Er war politischer Redakteur des Stern und seit 1968 Chefredakteur der SPD-Zweimonatsschrift Die Neue Gesellschaft. Leistungen nach dem Häftlingshilfegesetz blieben ihm wegen seiner Tätigkeit für den Deutschlandsender verwehrt.
In den 1960er Jahren wirkte er als Berater von Willy Brandt. Er lebte in Oberursel.
Im Jahr 1990 rehabilitierte die PDS Bauer in Bezug auf seinen 1950 erfolgten Parteiausschluss.